# Педерсен, Робин
Робин Педерсен (норв. Robin Pedersen; род. 31 августа 1996, Осло) — норвежский прыгун с трамплина, победитель этапа Кубка мира, бронзовый призёр чемпионата мира 2025 года.

## Спортивная карьера
11 марта 2018 Робин дебютировал на этапе Кубка мира в Осло, а затем принял участие и на этапе в Лиллехаммере в составе национальной группы. Оба раза пропустил вторую попытку, заняв 38-е и 42-е места соответственно.
На турне четырёх трамплинов его лучшим результатом было 33 место в 2018/2019 годах. 9 марта 2019 года на этапе Кубка мира в Осло в командных соревнованиях стал победителем. 
На чемпионате мира 2025 года в Тронхейме в командном соревновании в составе Норвегии завоевал бронзовую медаль.